# Навара
Навара (шп. Comunidad Foral de Navarra; баск. Nafarroako Foru Komunitatea) је једнопровинцијска аутономна шпанска заједница на северу Иберијског полуострва. Граничи се на северу са Француском, на истоку са Арагоном, на југу са Риохом и на западу са Баскијом.
Састоји се од 272 општине, и има 647.554 становника (2018), од којих отприлике трећина живи у главном граду Памплони. Навара је једнопокрајинална аутономна заједница.
Садашња управно-правна организација има за основу Статут аутономије из 1982, који укључује традиционални састав историјски стечених права и слобода (фуерос), признатих и шпанским Уставом из 1978.
Навара, као и друге аутономне заједнице, има свој парламент и владу. Здравство, запошљавање, образовање и социјална помоћ, заједно са изградњом станова, урбаним планирањем, политиком заштите животне средине, налазе се у надлежности аутономних институција Наваре. За разлику од других аутономних заједница (осим Баскије), Навара има и аутономију при убирању пореза, иако мора да следи неке смернице које утврђује шпанска влада.
Традиционално, Навара је била мала аграрна и слабо развијена регија. Данас је једна од богатијих аутономних заједница с друштвено-економским благостањем, захваљујући прије свега развоју индустрије и услужних делатности у Памплони, главном граду покрајине. Стопа незапослености је међу најнижима у Шпанији (7,41% 2005), а доходак по глави становника међу највишим.

## Становништво
| 1970.   | 1981.   | 1991.   | 2001.   | 2006.   | 2011.   | 2018.   |
| ------- | ------- | ------- | ------- | ------- | ------- | ------- |
| 466.593 | 509.002 | 519.277 | 555.829 | 601.874 | 640.129 | 647.554 |

## Језици
Према закону из 1986. којим је уређено говорно подручје где баскијски језик има статус службеног језика, Навара је језично подељена на три зоне: баскофону, мешовиту и хиспанофону.
У баскофоној и мешовитој зони баскијски има службени статус, заједно са шпанским, док у хиспанофоној зони нема статус службеног језика. Статус службеног језика претпоставља да, између осталог, географски називи буду исписани на баскијском, ка о и гаранцију права грађана да се служе баскијским у комуникацији са јавном управом.

## Енергетска политика
Навара је водећа у Европи по коришћењу еколошких извора енергије. У плану је да се до 2010. године у потпуности пређе на коришћење еколошких извора енергије. У 2006. години, 70% потребне енергије долазило је из еколошких извора (34 ветроелектрана). Такође, у овој покрајини се налази и највећа шпанска соларна електрана, капацитета 1,2 MWs, заједно с још неколико мањих.
Програм развоја од 2004. укључује и нове соларне електране Ларион (0.25 MWs) и највећу шпански Кастејон (2.44 MWs).